# シャロヴツィ駅
シャロヴツィ駅（シャロヴツィえき）はスロベニア共和国プレクムリェ地方シャロヴツィ村にある、スロベニア国鉄オルモジ - ホドシ - 国境線の駅である。

## 駅構造

### ホーム
1面1線の地上駅。
| 路線                       | 方向   | 行先                                     | 備考       |
| -------------------------- | ------ | ---------------------------------------- | ---------- |
| オルモジ - ホドシ - 国境線 | 東方向 | ホドシ方面                               | 特急、普通 |
| オルモジ - ホドシ - 国境線 | 西方向 | プラゲルスコ、リュブリャナ、マリボル方面 | 特急、普通 |

### ダイヤ[1]
一日あたり、平日5-6往復、土曜日・祝日2往復、日曜2-3往復が停車する。うち1往復は特急「プトゥイ」号であるが、リポヴツィ以北各駅に停車している。

## 隣の駅
スロベニア国鉄
オルモジ - ホドシ - 国境線
特急(IC)、普通(RG,LV)
ゴルニ・ペトロヴツィ駅 - シャロヴツィ駅 - ホドシ駅

## その他
スロベニア最北端の駅で、旧ユーゴスラビア最北端でもある。ハンガリーとの国境に近い。